# بانورا پوینت
بانورا پوینت (به انگلیسی: Banora Point) یک حومه شهر در استرالیا است که در نیو ساوت ولز واقع شده‌است.